# Atletism la Jocurile Olimpice de vară din 2004 - 1.500 m (feminin)

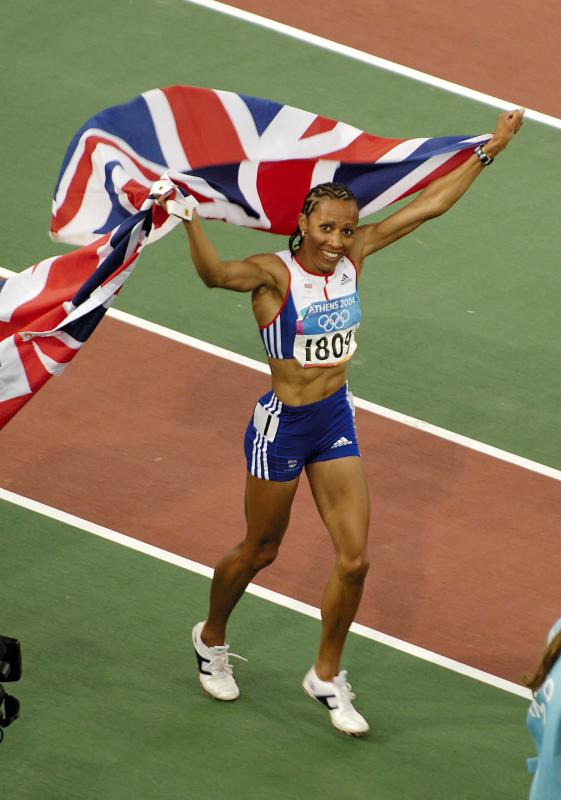
Kelly Holmes a câștigat medalia de aur.

Proba de 1.500 de metri feminin de la Jocurile Olimpice de vară din 2004 a avut loc în perioada 24-28 august 2004 pe Stadionul Olimpic din Atena.

## Recorduri
Înaintea acestei competiții, recordurile mondiale și olimpice erau următoarele:
| Record  | Atletă           | Rezultat    | Loc                 | Data               |
| ------- | ---------------- | ----------- | ------------------- | ------------------ |
| Mondial | Qu Yunxia (CHN)  | 3:50,46 min | Beijing, China      | 11 septembrie 1993 |
| Olimpic | Paula Ivan (ROU) | 3:53,96 min | Seul, Coreea de Sud | 1 octombrie 1988   |

## Rezultate

### Calificări
S-au calificat în semifinale primele cinci atlete din fiecare serie și următoarele atlete cu cei mai buni 9 timpi. 

#### Seria 1
| Loc | Atletă              | Țară                       | Timp    |
| --- | ------------------- | -------------------------- | ------- |
| 1   | Tatiana Tomașova    | Rusia                      | 4:06,06 |
| 2   | Nataliia Tobias     | Ucraina                    | 4:06,06 |
| 3   | Nuria Fernández     | Spania                     | 4:06,29 |
| 4   | Anna Jakubczak      | Polonia                    | 4:06,37 |
| 5   | Elvan Abeylegesse   | Turcia                     | 4:06,42 |
| 6   | Carrie Tollefson    | Statele Unite ale Americii | 4:06,46 |
| 7   | Hayley Tullett      | Marea Britanie             | 4:07,27 |
| 8   | Carla Sacramento    | Portugalia                 | 4:07,73 |
| 9   | Courtney Babcock    | Canada                     | 4:08,18 |
| 10  | Latifa Essarokh     | Franța                     | 4:09,08 |
| 11  | Mestawat Tadesse    | Etiopia                    | 4:11,78 |
| 12  | Elena Iagăr         | România                    | 4:11,48 |
| 13  | Silvia Felipo       | Andorra                    | 4:44,40 |
| 14  | Sloan Siegrist      | Guam                       | 4:44,53 |
| —   | Bouchra Ghezielle   | Maroc                      | NS      |
| —   | Nouria Merah Benida | Algeria                    | NS      |

#### Seria 2
| Loc | Atletă             | Țară                  | Timp    |
| --- | ------------------ | --------------------- | ------- |
| 1   | Natalia Evdokimova | Rusia                 | 4:05,55 |
| 2   | Kelly Holmes       | Marea Britanie        | 4:05,58 |
| 3   | Daniela Iordanova  | Bulgaria              | 4:05,87 |
| 4   | Maria Martins      | Franța                | 4:05,95 |
| 5   | Hasna Benhassi     | Maroc                 | 4:05,98 |
| 6   | Lidia Chojecka     | Polonia               | 4:06,13 |
| 7   | Iris Fuentes-Pila  | Spania                | 4:06,32 |
| 8   | Nahida Touhami     | Algeria               | 4:06,41 |
| 9   | Konstadina Efedaki | Grecia                | 4:06,73 |
| 10  | Malindi Elmore     | Canada                | 4:09,81 |
| 11  | Jasminka Guber     | Bosnia și Herțegovina | 4:17,75 |
| 12  | Meskerem Legesse   | Etiopia               | 4:18,03 |
| 13  | Alina Cucerzan     | România               | 4:18,07 |
| 14  | Elena Guerra       | Uruguay               | 4:35,31 |
| 15  | Kanchhi Maya Koju  | Nepal                 | 4:38,17 |
| —   | Irina Lișcinska    | Ucraina               | NS      |

#### Seria 3
| Loc | Atletă              | Țară           | Timp    |
| --- | ------------------- | -------------- | ------- |
| 1   | Maria Cioncan       | România        | 4:06,68 |
| 2   | Carmen Douma-Hussar | Canada         | 4:06,90 |
| 3   | Wioletta Janowska   | Polonia        | 4:06,91 |
| 4   | Nancy Jebet Lagat   | Kenya          | 4:06,94 |
| 5   | Kutre Dulecha       | Etiopia        | 4:06,95 |
| 6   | Olga Egorova        | Rusia          | 4:07,14 |
| 7   | Natalia Rodríguez   | Spania         | 4:07,19 |
| 8   | Hind Dehiba         | Franța         | 4:07,96 |
| 9   | Nelia Neporadna     | Ucraina        | 4:08,60 |
| 10  | Trine Pilskog       | Norvegia       | 4:08,61 |
| 11  | Sarah Jamieson      | Australia      | 4:09,25 |
| 12  | Judit Varga         | Ungaria        | 4:09,36 |
| 13  | Joanne Pavey        | Marea Britanie | 4:12,50 |
| 14  | Tatiana Borisova    | Kârgâzstan     | 4:13,36 |
| 15  | Sumaira Zahoor      | Pakistan       | 4:49,33 |
| —   | Rosa Saul           | Angola         | NS      |

### Semifinale
S-au calificat în finală primele cinci atlete din fiecare semifinală și următoarele atlete cu cei mai buni 2 timpi. 

#### Semifinala 1
| Loc | Atletă             | Țară           | Timp    |
| --- | ------------------ | -------------- | ------- |
| 1   | Maria Cioncan      | România        | 4:06,69 |
| 2   | Anna Jakubczak     | Polonia        | 4:06,77 |
| 3   | Tatiana Tomașova   | Rusia          | 4:06,80 |
| 4   | Elvan Abeylegesse  | Turcia         | 4:07,10 |
| 5   | Hasna Benhassi     | Maroc          | 4:07,39 |
| 6   | Nataliia Tobias    | Ucraina        | 4:07,55 |
| 7   | Nancy Jebet Lagat  | Kenya          | 4:07,57 |
| 8   | Kutre Dulecha      | Etiopia        | 4:07,63 |
| 9   | Nuria Fernández    | Spania         | 4:07,68 |
| 10  | Iris Fuentes-Pila  | Spania         | 4:07,69 |
| 11  | Hayley Tullett     | Marea Britanie | 4:08,92 |
| 12  | Konstadina Efedaki | Grecia         | 4:09,37 |

#### Semifinala 2
| Loc | Atletă              | Țară                       | Timp    |
| --- | ------------------- | -------------------------- | ------- |
| 1   | Natalia Evdokimova  | Rusia                      | 4:04,66 |
| 2   | Kelly Holmes        | Marea Britanie             | 4:04,77 |
| 3   | Lidia Chojecka      | Polonia                    | 4:04,83 |
| 4   | Natalia Rodríguez   | Spania                     | 4:04,91 |
| 5   | Daniela Iordanova   | Bulgaria                   | 4:04,94 |
| 6   | Carmen Douma-Hussar | Canada                     | 4:05,09 |
| 7   | Olga Egorova        | Rusia                      | 4:05,57 |
| 8   | Nahida Touhami      | Algeria                    | 4:07,21 |
| 9   | Carrie Tollefson    | Statele Unite ale Americii | 4:08,55 |
| 10  | Carla Sacramento    | Portugalia                 | 4:10,85 |
| 11  | Wioletta Janowska   | Polonia                    | 4:11,41 |
| 12  | Maria Martins       | Franța                     | 4:12,76 |

### Finala
| Loc | Atletă              | Țară           | Timp       |
| --- | ------------------- | -------------- | ---------- |
| 1   | Kelly Holmes        | Marea Britanie | 3:57,90 RN |
| 2   | Tatiana Tomașova    | Rusia          | 3:58,12    |
| 3   | Maria Cioncan       | România        | 3:58,39    |
| 4   | Natalia Evdokimova  | Rusia          | 3:59,05    |
| 5   | Daniela Iordanova   | Bulgaria       | 3:59,10    |
| 6   | Lidia Chojecka      | Polonia        | 3:59,27    |
| 7   | Anna Jakubczak      | Polonia        | 4:00,15    |
| 8   | Elvan Abeylegesse   | Turcia         | 4:00,67    |
| 9   | Carmen Douma-Hussar | Canada         | 4:02,31    |
| 10  | Natalia Rodríguez   | Spania         | 4:03,01    |
| 11  | Olga Egorova        | Rusia          | 4:05,65    |
| 12  | Hasna Benhassi      | Maroc          | 4:12,90    |